# Richard Dawkins
Clinton Richard Dawkins FRS FRSL (Nairobi, 26 de març de 1941) és un etòleg britànic, teòric evolutiu i escriptor de divulgació científica, que ocupa la càtedra Charles Simonyi de Difusió de la Ciència a la Universitat d'Oxford.
Nascut a Nairobi (Kenya) de pares britànics, la seva família tornà a Anglaterra el 1949. Va ser educat a Oxford, on es va doctorar sota la direcció del Premi Nobel Nikolaas Tinbergen. Des del 1967 fins al 1969 fou professor adjunt a la Universitat de Berkeley, a Califòrnia.
Dawkins es va donar a conèixer amb el seu llibre El gen egoista, publicat el 1976, que va popularitzar la visió de l'evolució des del punt de vista dels gens, i va introduir els termes mem i memètica.
El 1982 va fer una contribució original a la ciència de l'evolució amb la teoria presentada en el seu llibre El fenotip estès, en què afirma que els efectes fenotípics no estan limitats al cos d'un organisme, sinó que poden abastar més enllà dins l'ambient, incloent-hi els cossos d'altres organismes. Des de llavors, ha escrit diversos llibres molt populars sobre l'evolució, i ha parlat a la televisió britànica sobre biologia evolutiva, creacionisme i religió.
Dawkins es declara ateu, humanista i escèptic. És membre del moviment bright i –com a comentarista de ciència, religió i política– és entre els intel·lectuals públics més coneguts del món en llengua anglesa. La defensa apassionada de Dawkins de l'evolució li ha guanyat el malnom de "rottweiler de Darwin".

## Obres
- The Selfish Gene (1976)
- The Extended Phenotype (1982)
- The Blind Watchmaker (1986)
- River Out of Eden (1995)
- Climbing Mount Improbable (1996)
- Unweaving the Rainbow (1998)
- A Devil's Chaplain (2003)
- The Ancestor's Tale (2004)
- The God Delusion (2006)
- The Greatest Show on Earth: The Evidence for Evolution (2009)
- The Magic of Reality: How We Know What's Really True (2011)
- An Appetite for Wonder: The Making of a Scientist (2013)
- Brief Candle in the Dark: My Life in Science (2015)